# Antonio Fominaya
Antonio Fominaya. (Mollet del Vallès, España, 1769- ???) fue un militar español, gobernador de Socorro y participante en la Independencia de Quito y en la Independencia de Colombia .

## Biografía
Nació en la villa de Moreto el 3 de noviembre de 1769, sus padres fueron José Fominaya y Tomasa García; desde pequeño tenía fuerte apego a la vida militar por lo que después de hacer la selección, ingresó en el Guardia de Corps, en 1789. Fue transferido a América, donde sorprendido por la invasión napoleónica de España, tuvo la tarea de aplastar los levantamientos patriotas en todo Colombia, derrotando en el proceso a patriotas como Antonio Galán.

Pero las tropas realistas prevalecieron por lo que Fominaya, fue enviado con su cuerpo a apoyar al presidente de Quito Melchor Aymerich, al estallar una rebelión en Quito, el presidente ordenó que con 500 hombres el coronel avance y destruya a los rebeldes, el coronel avanza pero es derrotado en la Batalla de Camino Real, por lo que los rebeldes guayaquileños avanzan hacia Quito, el presidente entonces atendiendo el pedido de Morillo de enviar un embajador de parte de Quito, ya que Colombia había caído bajo el poder de los patriotas en la Batalla de Boyacá, por lo que Fominaya viajó a Venezuela el siguiente año para tratar con Simón Bolívar un tratado de paz, después de esto viajaría a Cúcuta donde anuncia su regreso a España.
Fue hecho prisionero de guerra y fue trasladado primero a Bogotá y posteriormente a la Provincia del Casanare, en calidad de confinado con otros compañeros de infortunio, donde falleció.  